# Talarn
Talarn là một đô thị trong tỉnh Lérida, cộng đồng tự trị Cataluña Tây Ban Nha. Đô thị Talarn có diện tích là 27,88 ki-lô-mét vuông, dân số năm 2009 là 395 người với mật độ 14,17 người/km². Đô thị Talarn có cự ly km so với tỉnh lỵ Lérida.